# الكرة خارج الملعب

صورة توضيحية:الكرة في الوضع A وB وC تعتبر داخل الملعب، بينما D تُعتبر خارج الملعب.

قاعدة الكرة خارج الملعب هي القانون التاسع من قوانين لعبة كرة القدم. حيثُ تنظم مسألة وجود الكرة داخل الملعب ويكون اللعب مستمرًا أو تكون خارجها ويتم التوقف عن اللعب وإعادة لعبها.